# Декларация о полной независимости Центральной Америки
Декларация о полной независимости Центральной Америки (исп. Declaración de Independencia absoluta de Centroamérica) — документ, принятый 1 июля 1823 года Национальной конституционной ассамблеей Центральной Америки и ратифицированный 2 октября 1823 года.

## Предыстория
24 августа 1821 года представители испанской короны и мексиканские повстанцы подписали Кордовский договор, в котором признавалась независимость Мексики в соответствии с положениями «Плана Игуала». В сложившейся ситуации Провинциальная депутация провинции Гватемала 15 сентября 1821 года также провозгласила независимость от Испании, и призвала прочие провинции бывшего генерал-капитанства Гватемала прислать депутатов на конгресс, который должен был в марте 1822 года решить: настаивать на полной независимости или нет. Однако это решение выполнено не было — уже в январе 1822 года произошла аннексия Центральной Америки Мексикой.
Но Первая Мексиканская империя оказалась недолговечной — уже 19 марта 1823 года недолго правивший император бежал из страны. В этих условиях власти провинции Гватемала призвали остальные центральноамериканские провинции прислать депутатов и всё-таки провести заявленный конгресс.

## Ход событий
Сальвадор, Гондурас и Никарагуа избрали депутатов и послали их в Гватемалу. Коста-Рика заявила, что пришлёт депутатов лишь после того, как город Гватемала покинут мексиканские оккупационные войска. Провинция Чьяпас предпочла присоединиться к Мексике, однако её юго-западная прибрежная часть — регион Соконуско — прислала делегатов на конгресс самостоятельно.
1 июля 1823 года конгресс под председательством Хосе Матиаса Дельгадо объявил, что провинции, представители которых собрались на конгресс, являются независимыми «от Мексики, Испании или какого-либо другого государства». Было создано новое государство — Соединённые Провинции Центральной Америки.
Представители Гондураса, Никарагуа и Коста-Рики добрались до Гватемалы лишь в сентябре, и поэтому декларация была ратифицирована лишь 2 октября 1823 года.